# Wu’er Kaixi

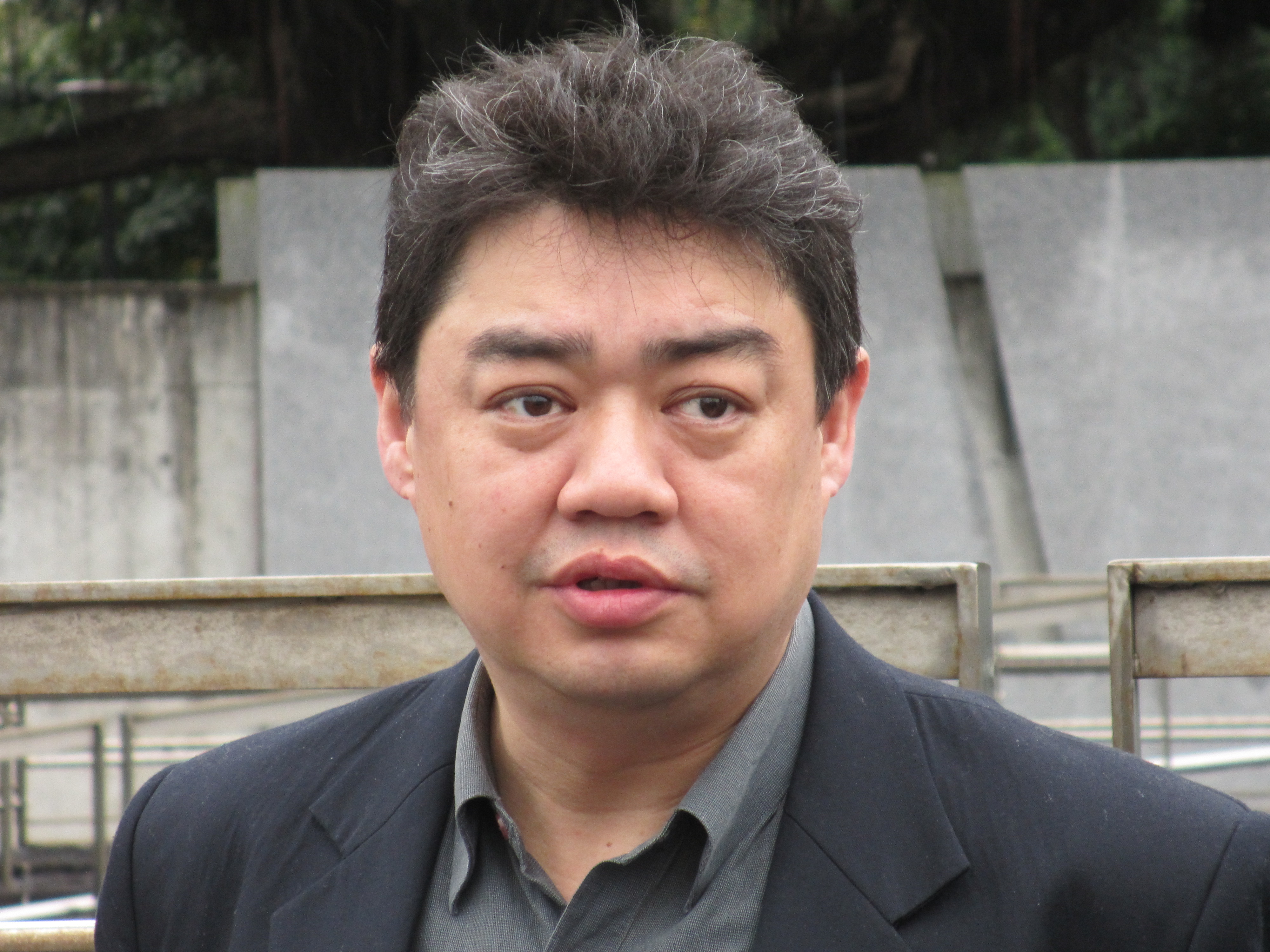
Wu’er Kaixi w 2013 roku

Wu’er Kaixi (chiń. upr. 吾尔开希; chiń. trad. 吾爾開希; pinyin Wú’ěr Kāixī; ujg. ئۆركەش دۆلەت Örkesh Dölet; ur. 17 lutego 1968) – chiński dysydent, z pochodzenia Ujgur, jedna z czołowych postaci protestów na placu Tian’anmen w 1989 roku.
W kwietniu 1989 roku Wu’er, wówczas student drugiego roku na Beijing Normal University, przyłączył się do protestujących na placu Niebiańskiego Spokoju, szybko wyrastając na jednego z czołowych przywódców ruchu. W 80. rocznicę Ruchu 4 Maja ogłosił Manifest Nowego Ruchu 4 Maja. Przyłączył się do strajku głodowego, w trakcie którego został z powodu komplikacji zdrowotnych odwieziony do szpitala. Po jego opuszczeniu wziął 18 maja udział w spotkaniu z premierem Li Pengiem. Ubrany w szpitalną piżamę, zarzucał Li iż poucza protestujących studentów, zamiast prowadzić z nimi dialog. Po wprowadzeniu w Pekinie stanu wyjątkowego opowiedział się za zakończeniem protestu, za co został 22 maja usunięty z placu przez najbardziej radykalną grupę demonstrantów.
Po stłumieniu przez wojsko protestów na placu Tian’anmen nazwisko Wu’era znalazło się na liście najbardziej poszukiwanych przez władze osób, a on sam uciekł przez Hongkong do Francji. Stamtąd wyjechał do USA, gdzie studiował na Harvard University. W 1994 roku osiadł w Taizhong na Tajwanie, gdzie pracuje jako komentator polityczny w prasie i radiu. Wstąpił także do Kuomintangu. Opowiada się za pełną demokratyzacją systemu politycznego w ChRL oraz zjednoczeniem Chin kontynentalnych i Tajwanu.